# Кукольный дом Амитивилля
«Кукольный дом Амитивилля» (англ. Amityville Dollhouse) — американский фильм ужасов о сверхъестественном 1996 года, снятый Стивом Уайтом с Робином Томасом, Алленом Катлером, Ленор Касдорф и Лизой Робин Келли в главных ролях. В фильме рассказывается о семье, которую преследуют привидения после того, как они обнаружили на своей территории копию кукольного домика на Оушен-авеню, 112, где обитали призраки Амитивилля. Это восьмой фильм из серии фильмов ужасов Амитивилля, который был выпущен непосредственно на видео. Это был последний фильм из серии, выпущенный до того, как девять лет спустя он был перезагружен.

## Сюжет
Молодожены Билл и Клэр Мартин переезжают с новой семьей в новый дом, построенный самим Биллом. Вскоре после переезда Билл находит в сарае кукольный домик (по образцу Оушен-авеню, 112). Он приносит его в дом и ставит в гараже. Позже той же ночью Билл замечает, что камин в доме включается сам по себе, обогревая весь дом. У него галлюцинация, в которой его дочь Джессика сгорает заживо в камине. На следующее утро Клэр находит кукольный домик в гараже и предлагает подарить его Джессике на день рождения. На вечеринку по случаю её дня рождения прибывают тетя Джессики Марла и дядя Тобиас. Джессика в восторге от кукольного домика и находит внутри него сундук с миниатюрными куклами. Однако её тетя и дядя необъяснимо нервничают по поводу игрушек.
В последующие дни происходит множество странных происшествий: Джимми, старший сын Клэр, теряет свою любимую мышь, которая попадает в кукольный домик; одновременно Джессика сталкивается с огромной белой мышью, прячущейся под её кроватью. Клэр также начинает испытывать неожиданное сексуальное влечение к Тодду, старшему сыну Билла, и фантазирует о нём, занимаясь сексом с Биллом. Билла преследуют кошмары об убийстве кукол вуду, демонов и его семьи. В разговоре с Марлой Билл рассказывает, что в детстве ему снились подобные сны, в том числе предвещающий сон о его родителях, погибших в огне, который сбылся. Джимми также испытывает сверхъестественные посещения своего покойного отца, который кажется ему разлагающимся зомби, побуждающим его убить Билла.
Однажды днем Тодд приводит в дом свою девушку Дану. Находясь в внешнем сарае на участке, они находят вырезки из газет о фундаменте, на котором Билл построил свой новый дом: они предполагают, что новый дом был построен вокруг камина из первоначального дома. Двое заходят в дом и начинают заниматься сексом, но на них нападает гигантская муха. На следующий вечер Билл и Клэр идут ужинать, оставив Тодда присматривать за своими младшими братьями и сестрами, Джимми и Джессикой. Тодд приглашает Дану к себе и отправляет детей спать. Пока Тодд готовит коктейли на кухне, волосы Даны необъяснимым образом загораются, оставляя ей уродливые ожоги. Тодд винит в аварии своего отца, полагая, что причиной аварии стала неисправная катушка в газовой линии камина.
Тем временем Марла и Тобиас, которые, по-видимому, занимаются магией, забрали одну из кукол из кукольного домика Джессики. Они проводят ритуал с куклой и наблюдают, как она оживает. Вокруг их дома начинают летать предметы, и Тобиас протыкает куклу ножом, после чего улетает большая муха. Позже Клэр находит необъяснимый синяк на лице Джимми и считает, что Билл ударил его. Она выгоняет его из дома только для того, чтобы столкнуться с зомби её покойного мужа, который связывает её и Джимми и заставляет сидеть у камина. Билл пытается войти в дом через гараж, но теряет сознание из-за угарного газа своей машины, которая начинает работать сама по себе. Тобиас приходит в дом и спасает Билла. Двое входят в дом: у Тобиаса есть кукла вуду, которую он взял с собой из кукольного домика. Тобиас и Билл сражаются с зомби, а Джимми бросает куклу вуду в камин, в результате чего зомби исчезает. Затем Тодда посещает призрак Даны, которая находится в больнице: она пытается убить его, но заступается Клэр. Семья пытается сбежать из дома, но не может найти Джессику. Они нацарапали на листе бумаги список наблюдений Джессики о кукольном домике, одно из которых гласит: «Моя рука исчезает в камине». Билл понимает, что камин — это портал куда-то ещё. Билл и Тобиас входят в камин и понимают, что вошли в кукольный домик. Они находят Джессику на полу, окруженную окровавленными остатками кукол вуду. Тобиас произносит защитное заклинание, позволяющее Биллу и Джессике бежать: однако Тобиаса утаскивают демоны, сбежавшие из кукол. Билл разрушает кукольный домик, бросая его в камин. Когда они убегают на своей машине, дом позади них взрывается.

## В ролях
- Робин Томас — Билл Мартин
- Старр Андреефф — Клэр Мартин
- Аллен Катлер — Тодд Мартин
- Рэйчел Дункан — Джессика Мартин
- Джаретт Леннон — Джимми Мартин
- Клэйтон Мюррэй — Отец Джимми
- Франк Росс — Тобиас
- Ленор Касдорф — Тётя Марла
- Лиза Робин Келли — Дана

## Саундтрек
В фильме используется официальная музыка композитора Рэя Колкорда, выпущенная на компакт-диске в 1999 году.
| Номер | Название              | Писатель               | Длительность |
| ----- | --------------------- | ---------------------- | ------------ |
| 1.    | «Main Title»          |                        | 2:51         |
| 2.    | «Dana/Dead Dad»       |                        | 4:49         |
| 3.    | «Todd’s Photo»        |                        | 1:55         |
| 4.    | «Seance»              |                        | 2:18         |
| 5.    | «Wasp»                |                        | 1:58         |
| 6.    | «More Dead Dad»       |                        | 3:18         |
| 7.    | «Battle»              |                        | 7:24         |
| 8.    | «I Had a Dream»       |                        | 1:09         |
| 9.    | «It’s Alive»          |                        | 1:56         |
| 10.   | «Bill’s Dream»        |                        | 1:14         |
| 11.   | «You Did This»        |                        | 0:45         |
| 12.   | «Father»              |                        | 2:28         |
| 13.   | «Claire’s Fantasy»    |                        | 1:29         |
| 14.   | «Monster Mouse»       |                        | 0:31         |
| 15.   | «Dana 451»            |                        | 2:07         |
| 16.   | «Shed»                |                        | 1:32         |
| 17.   | «Dig We Must»         |                        | 2:21         |
| 18.   | «Rotten Day»          |                        | 1:34         |
| 19.   | «Dad Again»           |                        | 0:44         |
| 20.   | «Along Came a Spider» |                        | 0:40         |
| 21.   | «Epilogue»            | - Колкорд - Сэм Кардон | 3:08         |

## Выпуск
Фильм был выпущен на видеокассете Republic Pictures в 1996 году, а затем на DVD компанией Lionsgate Home Entertainment 28 сентября 2004 года. В 2019 году Vinegar Syndrome выпустила фильм на Blu-Ray в США, который вошел в бокс-сет Амитивилль: Проклятая коллекция. В 2022 году фильм был выпущен на Blu-Ray в Великобритании благодаря Screenbound Pictures Ltd.

## Прием
Кукольный дом был принят смешанными оценками от зрителей и критиков. Фильм был включен в книгу 2010 года «150 фильмов, которые вы должны умереть, прежде чем увидите», в которой рецензент Стив Миллер написал: "Не спрашивайте, почему кто-то построил копию кукольного домика на Лонг-Айленде. И не спрашивайте, как это произошло. оказался в лачуге в пустыне, или как он наполнился злом — сценарист и режиссёр почти не задумывались на эту тему. Фильм становится ещё менее страшным оттого, что кажется, будто никого особенно не огорчают странные события. "В 2015 году TV Guide присвоил ему две звезды из пяти, написав: «Восьмой фильм с неуклюжим названием из серии Амитивилль имеет свои моменты, но мало что добавляет к франшизе или жанру ужасов в целом».